# Arrondissement Saumur
Das Arrondissement Saumur ist eine Verwaltungseinheit des Départements Maine-et-Loire in der französischen Region Pays de la Loire. Unterpräfektur ist Saumur.
Es umfasst 52 Gemeinden aus fünf Wahlkreisen (Kantone).

## Wahlkreise
- Kanton Angers-7 (mit 1 von 6 Gemeinden)
- Kanton Beaufort-en-Anjou
- Kanton Doué-en-Anjou (mit 18 von 19 Gemeinden)
- Kanton Longué-Jumelles
- Kanton Saumur

## Gemeinden
Die Gemeinden des Arrondissements Angers sind:
| 1. Allonnes (49002)                  | 2. Antoigné (49009)                | 3. Artannes-sur-Thouet (49011)    | 4. Baugé-en-Anjou (49018)            |
| 5. Beaufort-en-Anjou (49021)         | 6. Bellevigne-les-Châteaux (49060) | 7. Blou (49030)                   | 8. Brain-sur-Allonnes (49041)        |
| 9. Brossay (49053)                   | 10. Cizay-la-Madeleine (49100)     | 11. Courchamps (49113)            | 12. Courléon (49114)                 |
| 13. Dénezé-sous-Doué (49121)         | 14. Distré (49123)                 | 15. Doué-en-Anjou (49125)         | 16. Épieds (49131)                   |
| 17. Fontevraud-l’Abbaye (49140)      | 18. Gennes-Val-de-Loire (49261)    | 19. La Breille-les-Pins (49045)   | 20. La Lande-Chasles (49171)         |
| 21. La Ménitré (49201)               | 22. La Pellerine (49237)           | 23. Le Coudray-Macouard (49112)   | 24. Le Puy-Notre-Dame (49253)        |
| 25. Les Bois d’Anjou (49138)         | 26. Les Ulmes (49359)              | 27. Longué-Jumelles (49180)       | 28. Louresse-Rochemenier (49182)     |
| 29. Mazé-Milon (49194)               | 30. Montreuil-Bellay (49215)       | 31. Montsoreau (49219)            | 32. Mouliherne (49221)               |
| 33. Neuillé (49224)                  | 34. Noyant-Villages (49228)        | 35. Parnay (49235)                | 36. Rou-Marson (49262)               |
| 37. Saint-Clément-des-Levées (49272) | 38. Saint-Just-sur-Dive (49291)    | 39. Saint-Macaire-du-Bois (49302) | 40. Saint-Philbert-du-Peuple (49311) |
| 41. Saumur (49328)                   | 42. Souzay-Champigny (49341)       | 43. Tuffalun (49003)              | 44. Turquant (49358)                 |
| 45. Varennes-sur-Loire (49361)       | 46. Varrains (49362)               | 47. Vaudelnay (49364)             | 48. Vernantes (49368)                |
| 49. Vernoil-le-Fourrier (49369)      | 50. Verrie (49370)                 | 51. Villebernier (49374)          | 52. Vivy (49378)                     |

## Neuordnung der Arrondissements 2017

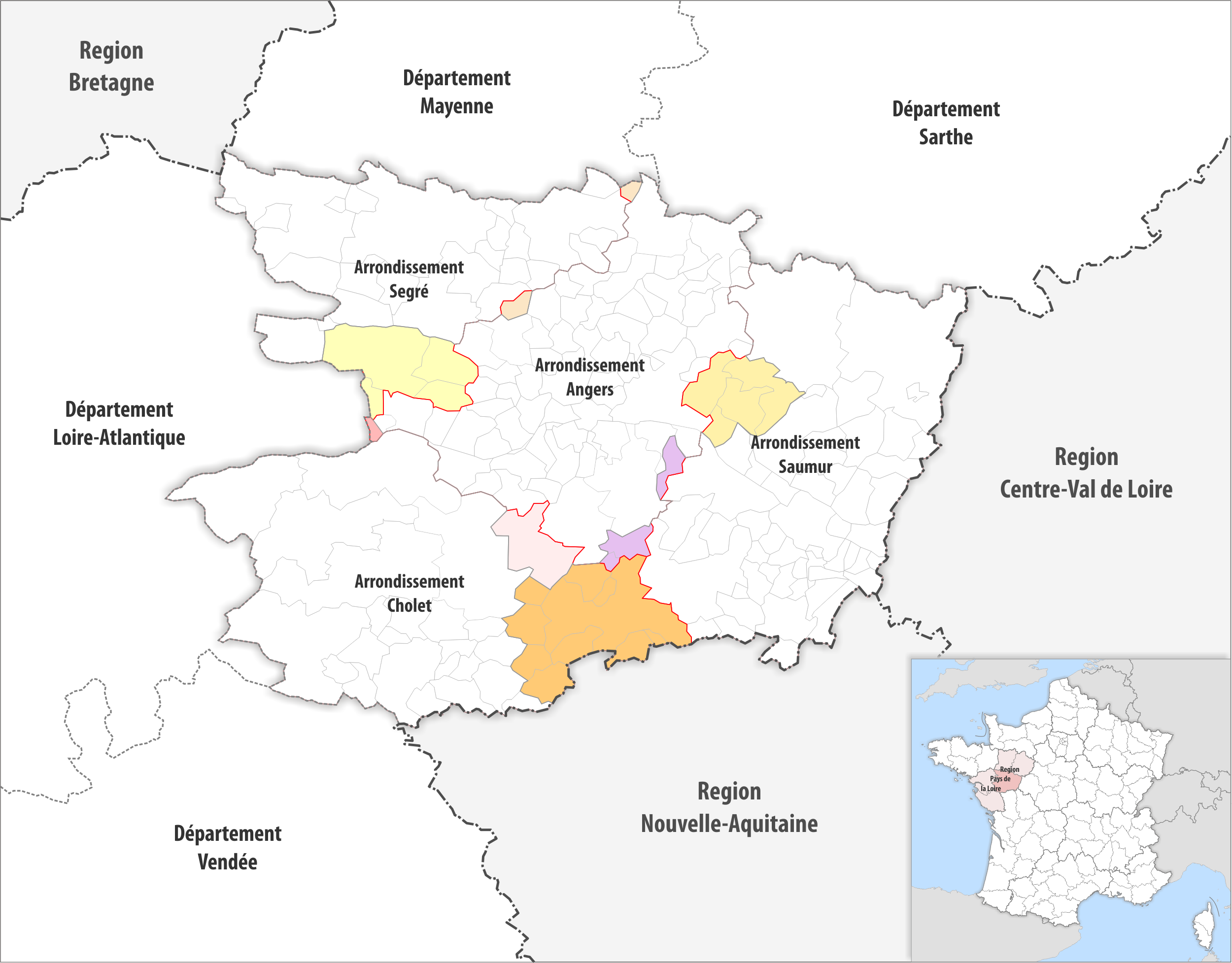
Arrondissementsanpassungen im Jahr 2017

Durch die Neuordnung der Arrondissements im Jahr 2017 wurde aus dem Arrondissement Saumur die Fläche der zwei ehemaligen Gemeinden Chemellier und Coutures dem Arrondissement Angers und die Fläche der neun Gemeinden Cernusson, Cléré-sur-Layon, Coron, La Plaine, Lys-Haut-Layon, Montilliers, Passavant-sur-Layon, Saint-Paul-du-Bois und Somloire sowie die Fläche der ehemaligen Gemeinde La Salle-de-Vihiers dem Arrondissement Cholet zugewiesen.
Dafür wechselte aus dem Arrondissement Angers die Fläche der vier Gemeinden Beaufort-en-Anjou, La Ménitré, Les Bois d’Anjou und Mazé-Milon zum Arrondissement Saumur.

## Ehemalige Gemeinden seit der landesweiten Neuordnung der Arrondissements
bis 2018: Chacé, Brézé, Saint-Cyr-en-Bourg
bis 2017: Les Rosiers-sur-Loire, Saint-Martin-de-la-Place
bis 2016: Ambillou-Château, Auverse, Beaufort-en-Vallée, Bocé, Breil, Brigné, Brion, Broc, Chalonnes-sous-le-Lude, Chartrené, Chavaignes, Chênehutte-Trèves-Cunault, Cheviré-le-Rouge, Chigné, Clefs-Val d’Anjou, Concourson-sur-Layon, Cuon, Dénezé-sous-le-Lude, Doué-la-Fontaine, Échemiré, Fontaine-Guérin, Fontaine-Milon, Forges, Fougeré, Gée, Gennes, Genneteil, Grézillé, Lasse, Le Guédeniau, Le Thoureil, Les Verchers-sur-Layon, Linières-Bouton, Louerre, Mazé, Meigné-le-Vicomte, Méon, Montfort, Noyant, Noyant-la-Plaine, Parçay-les-Pins, Saint-Georges-des-Sept-Voies, Saint-Georges-du-Bois, Saint-Georges-sur-Layon, Saint-Quentin-lès-Beaurepaire